# Universal Studios Beijing
Universal Studios Beijing ( chinois : 北京环球影城) est un parc à thème situé à Pékin, au sein de Universal Beijing Resort. Son ouverture au public a lieu le 20 septembre 2021. Le parc est le cinquième parc à thème de la marque Universal Studios dans le monde et le troisième en Asie, après Universal Studios Japan et Universal Studios Singapore.
Le projet a été annoncé le 13 octobre 2014, avec son plan d'investissement de 20 milliards de Yuan.

## Histoire
En mars 2012, des responsables de Comcast et de sa filiale NBCUniversal se serait réunis avec la sixième plus grande ville de Chine, Tianjin, pour discuter d'un possible parc universel dans la ville portuaire. Auparavant, il y aurait eu de nombreuses discussions intermittentes pour la construction d'un possible parc à thème Universal en Chine au cours des années qui remontaient à l'annonce de Hong Kong Disneyland. Le 7 janvier 2014, Shanghai Securities News a rapporté qu'une demande de permis de construire pour un parc Universal Studios dans le district de Tongzhou à Pékin a été déposée, les travaux devant débuter fin 2014 sur ce projet de 2 milliards de dollars. Le PDG de Comcast, Brian L. Roberts, prévoyait de prendre des parts de marché aux chaînes Disney Parks, Experiences and Products avec leur intention d'investir dans leurs parcs Universal Studios.
Le 13 octobre 2014, le PDG d'Universal Parks & Resorts, Thomas L. Williams, a annoncé avoir signé un accord pour la construction d'Universal Studios Beijing et que son ouverture était prévue en 2019. L'investissement global dans le parc à thème sera de plus de 20 milliards de RMB (3,3 milliards de dollars). Il est détenu conjointement par Beijing Shouhuan Cultural Tourism Investment Co., Ltd. (BSH Investment), un consortium de quatre entreprises publiques, et Universal Parks & Resorts. Il comprendra un assortiment d'attractions issus des autres parcs à thème Universal ainsi que de nouvelles attractions qui reflètent le patrimoine culturel de la Chine.
Le 31 octobre 2016, le parc a annoncé que l'ouverture avait été retardée de 2019 à 2020,. La création d'Universal Studios Beijing devrait permettre 40 000 nouveaux emplois. Selon Duan Qiang, président de Beijing Tourism Group, l'un des actionnaires de Beijing Shouhuan, la première phase du parc fournira entre 8 000 et 10 000 emplois.
Son ouverture, d'abord repoussée à mai 2021,, a lieu finalement le 20 septembre 2021.

## Le parc à thème
Universal Studios Beijing a une superficie d'environ 54 hectares, occupant la plus grande partie au nord-est de Universal Beijing Resort de 400 hectares. Le parc prévoit de construire sept zones thématiques, chacune entourant une grande lagune centrale.

### Hollywood Boulevard
Sur le thème du vrai Hollywood Boulevard, en Californie, cette zone sert d'entrée au parc. Elle contiendra un restaurant Mel's Diner et le spectacle Lights, Camera, Action! co-animé par Steven Spielberg et Zhang Yimou.

### Jurassic World Isla Nublar
D'après la franchise de films Jurassic World, la zone comprendra l'attraction Jurassic World Adventure.

### Waterworld
D'après le film Waterworld. Si le spectacle de cascades Waterworld: A Live Sea War Spectacular est présent dans les autres parcs du groupe, il sera le premier à avoir une zone thématique complètement dédiée.

### Kung Fu Panda Land of Awesomeness
Décorée sur le thème des films d'animation DreamWorks Kung Fu Panda, cette zone proposera le parcours scénique Kung Fu Panda: Journey of the Dragon Warrior ainsi qu'un carrousel. 

### The Wizarding World of Harry Potter - Hogsmeade
Cette zone est inspirée de la série de films Harry Potter. Comme à Universal Studios Japan et Universal Studios Hollywood, c'est le land Hogsmeade qui est reproduit à Pékin : il comprend une réplique du château de Poudlard et du village de Pré-au-Lard, ainsi que les attractions Harry Potter and the Forbidden Journey et Flight of the Hippogriff.

### Transformers: Metrobase
Thème d'après la franchise Transformers, cette zone proposera les attractions Transformers: The Ride 3D, The Decepticoaster et Bumblebee Boogie.

### Minion Land
Zone dédiée à l'univers des films Moi, moche et méchant, elle contiendra les attractions Despicable Me: Minion Mayhem, Sing On Tour, Super Silly Fun Land.